# Jerry Rice (Americanfootballspeler)
Jerry Lee Rice (Starkville, Mississippi, 13 oktober 1962) is een Amerikaans voormalig Americanfootballspeler voor de San Francisco 49ers, de Oakland Raiders, de Seattle Seahawks en de Denver Broncos in de National Football League. Rice speelde als wide receiver, won driemaal de Super Bowl en is in 2010 opgenomen in de Pro Football Hall of Fame.